# 獨孤及
獨孤及（726年—777年），字至之，出自河南独孤氏，洛陽人，唐朝官员、文学家。

## 生平
父朝散大夫、颍川郡长史、赠秘书监独孤通理。独孤及幼年丧父，由母長孫氏教之，七歲誦《孝經》，與賈至﹑高適有來往。天寶十三載（754年），舉洞曉玄經科進士，初授華陽尉，安史之亂時，避居江南。事于江淮都统府，掌书记。代宗時，召為左拾遺，不久，改太常博士、礼部员外郎。後歷任濠州、舒州二州刺史。时逢饥旱，邻州流亡之人甚多，舒州独安。以治课加检校司封郎中，因事改徙为常州刺史。賜金紫。工詩文，權德輿說他“立言造辭，有古風格”，與李華、蕭穎士同以古文齊名。经常鉴拔后进。写文章彰显明恶，长于论议，所著《仙掌铭》为时人所赏。诗作有《毗陵集》。晚年嗜琴，有眼疾不治，欲听之专。大曆十二年（777年）卒，谥宪。
有一姊嫁唐朝东平王李道立曾孙衢州司士参军李涛，有子李居介、李居佐、李居敬、李居易，女李盈（廿四娘）。
子獨孤朗、獨孤郁。